# 小行星2803
小行星2803（2803 Vilho）是一颗围绕太阳公转的小行星。1940年11月29日，利斯·奧特瑪在图尔库发现了此天体。
該小行星以芬蘭氣象學家和物理學家維爾霍·維薩拉命名。
这颗小行星的绝对星等为43.87986等。